# Schizymenium linearifolium
Schizymenium linearifolium là một loài rêu trong họ Bryaceae. Loài này được B.H. Allen mô tả khoa học đầu tiên năm 2002.